# Полтъргайст (филмова поредица)
Вижте пояснителната страница за други значения на Полтъргайст.
Полтъргайст (на английски: Poltergeist) е американска хорър филмова поредица, съдържаща четири филма. Поредицата е съсредоточена около членовете на семейство Фрийлинг, които са тероризирани от група призраци, привлечени от най-малката им дъщеря Карол Ан.
Оригиналният филм е продуциран от Стивън Спилбърг. Филмите от поредицата събират 178 млн. щатски долара в американския бокс офис.

## Филми
| 1. Полтъргайст (1982)                                          | 4 юни 1982 г.  | 10,7 млн. щ.д. | 76 606 280 щ.д.  | 45 099 739 щ.д. | 121 706 019 щ.д. | [ 1 ] |
| 2. Полтъргайст 2                                               | 23 май 1986 г. | 19 млн. щ.д.   | 40 996 665 щ.д.  | н/д             | 40 996 665 щ.д.  | [ 1 ] |
| 3. Полтъргайст 3                                               | 10 юни 1988 г. | 9,5 млн. щ.д.  | 14 114 488 щ.д.  | н/д             | 14 114 488 щ.д.  | [ 1 ] |
| 4. Полтъргайст (2015)                                          | 22 май 2015 г. | 35 млн. щ.д.   | 47 425 125 щ.д.  | 48 210 406 щ.д. | 95 635 531 щ.д.  | [ 2 ] |
| Общо                                                           | Общо           | 74,2 млн. щ.д. | 178 545 003 щ.д. | н/д             | 272 452 703 щ.д. |       |
| - Тъмносивото символизира, че няма информация за дадения филм. |                |                |                  |                 |                  |       |

## Сериал
Телевизионен спин-оф сериал Полтъргайст: Заветът, е излъчван от 1996 до 1999 г., въпреки че няма никаква връзка с филмите, освен името.

## Проклятието „Полтъргайст“
Проклятието „Полтъргайст“ е слух за проклятие, свързано с трилогията Полтъргайст и неговия екип, изразяващ се в смъртта на петима актьори между шестте години на излизането на филмите. Слуховете често се подхранват от факта, че реални скелети са били използвани като реквизит в различни сцени на Полтъргайст и Полтъргайст 2. Смъртните случаи са документирани в епизод на „E! True Hollywood Story“ поредицата, озаглавен „Проклятието на Полтъргайст“.
- Доминик Дън, която играе ролята на най-възрастната дъщеря Дейна в първия филм е убита. Тя е удушена от бившия си приятел Джон Томас Суийни на 4 ноември 1982 г., когато е на 22-годишна възраст.[6] Той е осъден на 6 години затвор, но излежава три и половина.

- Докато е на снимачната площадка на Полтъргайст 2, Зелда Рубинщайн научава, че нейната майка е починала.

- Джулиън Бек, който играе ролята на Хенри Кейн в Полтургайст 2, умира на 14 септември 1985 г. от рак на стомаха, диагностициран преди да приеме ролята.[7]

- Уил Сампсън, който играе ролята на лечителя Тейлър в Полтъргайст 2, умира на 3 юни 1987 г. в резултат на след оперативна бъбречна недостатъчност и проблеми с недохранване.[8]

- Хедър О'Рурк, в главната роля на Карол Ан в трите полтъргайст филма, умира на 1 февруари 1988 г. на 12-годишна възраст по време на операция на остра чревна непроходимост.[9][10][11]